# 斯洛文尼亞21歲以下國家足球隊
斯洛文尼亞21歲以下國家足球隊（Slovenia national under-21 football team，斯洛文尼亞U21）是斯洛文尼亞的21歲以下國家足球代表隊，由斯洛文尼亚足球協會組織，為前南斯拉夫於1992年解體後分裂出來的球隊之一，參加每兩年舉辦一次的歐洲U-21足球錦標賽。

## 競賽歷史
2006年歐洲U-21足球錦標賽斯洛文尼亞U21在分組賽10戰4勝3和3負，最後一場主場3-0擊敗蘇格蘭，鎖定次名席位，緊隨衛冕冠軍義大利出線附加賽。附加賽對手為荷蘭，首回合主場憑門將漢丹洛域（Samir Handanovič）出色的表現守和0-0；次回合作客被亨特拿連下兩城鍛羽而回。晉級決賽週的荷蘭其後更贏得冠軍錦標。   

### 歐青盃歷屆成績
| 年度   | 主辦國   | 冠軍     | 成績         |
| ------ | -------- | -------- | ------------ |
| 1978年 | 主客制   | 南斯拉夫 | 隸屬南斯拉夫 |
| 1980年 | 主客制   | 蘇聯     | 隸屬南斯拉夫 |
| 1982年 | 主客制   | 英格蘭   | 隸屬南斯拉夫 |
| 1984年 | 主客制   | 英格蘭   | 隸屬南斯拉夫 |
| 1986年 | 主客制   | 西班牙   | 隸屬南斯拉夫 |
| 1988年 | 主客制   | 法國     | 隸屬南斯拉夫 |
| 1990年 | 主客制   | 蘇聯     | 隸屬南斯拉夫 |
| 1992年 | 主客制   | 義大利   | 隸屬南斯拉夫 |
| 1994年 | 法國     | 義大利   | 沒有參賽     |
| 1996年 | 西班牙   | 義大利   | 外圍賽出局   |
| 1998年 | 羅馬尼亞 | 西班牙   | 外圍賽出局   |
| 2000年 | 斯洛伐克 | 義大利   | 外圍賽出局   |
| 2002年 | 瑞士     | 捷克     | 外圍賽出局   |
| 2004年 | 德国     | 義大利   | 外圍賽出局   |
| 2006年 | 葡萄牙   | 荷蘭     | 外圍賽附加賽 |
| 2007年 | 荷蘭     | 荷蘭     | 外圍賽出局   |
| 2009年 | 瑞典     | 德國     | 外圍賽出局   |
| 2011年 | 丹麦     |          |              |

## 外部連結
- 歐洲足協U-21網站 （页面存档备份，存于）
- RSSSF：歐青盃全紀錄 （页面存档备份，存于）